# Натан Датнер
Натан Датнер (хебр. נתן דטנר; Рамат Ган, 17. април 1956)  израелски је позоришни и филмски глумац, сценариста, режисер, комичар, телевизијски водитељ и синхронизатор.
Заједно са Авијем Кушниром представљао је Израел на Евросонгу у Бриселу 1987. са песмом Shir Habatlanim (у преводу Песма скитнице) која је са 73 освојена бода заузела 8. место.